# 摩泽尔河畔科尔尼
摩澤爾河畔科尔尼（法語：Corny-sur-Moselle，法語發音：[kɔʁni syʁ mɔzɛl]）是法国摩泽尔省的一个市镇，属于梅斯区。

## 地理
摩泽尔河畔科尔尼（49°2'5"N, 6°3'35"E）面积8.2 平方千米，位于法国大東部大區摩泽尔省，该省份为法国东北部内陆省份，是洛林的一部分，西南接默尔特-摩泽尔省，东临下莱茵省，北与卢森堡和德国接壤。
与摩泽尔河畔科尔尼接壤的市镇（或旧市镇、城区）包括：昂西-多尔诺、阿里、欧尼、费伊、茹伊欧萨什、马略勒、摩泽尔河畔诺韦昂。

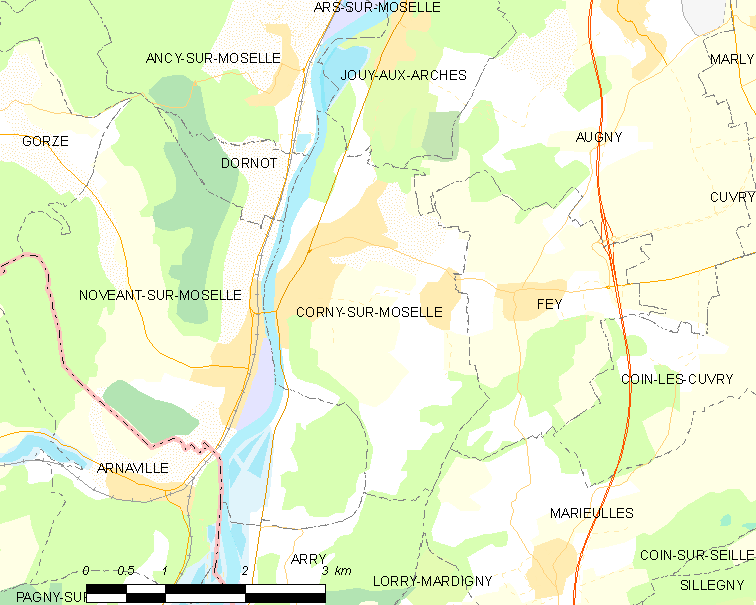
摩泽尔河畔科尔尼的OSM定位图

摩泽尔河畔科尔尼的时区为UTC+01:00、UTC+02:00（夏令时）。

## 行政
摩泽尔河畔科尔尼的邮政编码为57680，INSEE市镇编码为57153。

## 政治
摩泽尔河畔科尔尼所属的省级选区为摩泽尔山坡县。

## 人口

1962-2008年间摩泽尔河畔科尔尼人口变化图示

摩泽尔河畔科尔尼于2022年1月1日时的人口数量为2155人。